# Taghrid Hikmat
Taghreed Hikmat, in het Engels ook geschreven als Hikmet (25 december 1945), is een Jordaans jurist. Ze begon haar loopbaan in het onderwijs en was van 1982 tot 1996 strafadvocaat. Vanaf 1996 was ze in aanvankelijk de functie van assistent openbaar aanklager de eerste vrouw die toetrad tot het Jordaanse juridische systeem. Vervolgens was ze rechter van het Beroepshof en het Hoge Strafhof in eigen land en daarna van het Rwanda-tribunaal in Tanzania.

## Levensloop
Hikmat studeerde van 1969 tot 1973 rechten aan de Universiteit van Damascus en sloot haar studie af met een bachelorgraad. Ernaast was ze van 1965 tot 1978 lerares en stond ze aansluitend tot 1982 aan het hoofd van een onderwijsinstituut.
Van 1982 en 1996 was ze civielrechtelijk en strafadvocaat en accepteerde ze zaken op terreinen als moord, corruptie, aanranding, verkrachting en verschillende soorten ander geweld, zoals in de huiselijke sfeer en kindermishandeling. Vervolgens was ze van 1996 tot 1998 assistent openbaar aanklager. Hikmat was hiermee de eerste vrouw die toegelaten werd tot het Jordaanse juridische systeem.
In 1998 werd ze benoemd tot beroepsrechter. Vervolgens was ze in 2003 kortstondig rechter van het Hoge Strafhof totdat ze hetzelfde jaar aantrad als rechter van het Rwanda-tribunaal in Arusha in Tanzania. Haar termijn werd hier in 2010 voor het laatst verlengd om haar zaak af te kunnen maken. Daarna ging ze met pensioen, maar bleef ze nog wel actief voor allerlei organisaties.
Ze is lid van een groot aantal organisaties en bezocht daarnaast een aantal internationale bijeenkomsten en trainingen. Verder bracht ze verschillende publicaties uit en ontving ze verschillende onderscheidingen. In 2004 werd ze genomineerd voor de Nobelprijs voor de Vrede.